# 秋田禎信
秋田禎信（日語：秋田 禎信，1973年3月2日—），日本男性小說家。主要從事輕小說執筆。出道前曾經從事照相排版。代表作是《魔術士歐菲》系列。

## 人物簡介
1991年，當時17歲的秋田禎信參加第3屆奇幻長篇小說大獎，以《在一個火花的雪中》獲得亞軍成為作家出道。而自身代表作之一《魔術士歐菲》系列以超過1000萬冊的發行量引起了轟動。與神一並列為富士見Fantasia文庫的代表作家。
自2007年發行以來，他的活動範圍擴大到包括一般文學雜誌、十二開尺寸書籍、小說和PC遊戲選集光盤的劇本工作。

## 特色
其作品的特點是在於具有獨特的節奏（這在《魔術士歐菲》第2部、《Angels Howling》中特別明顯，而且口味各異）。而且秋田本身更喜歡使用自我反省的獨白或自言自語作為角色的內部描寫。寫出獨特的後記。
尤其似乎喜歡原創作品和新穎作品，包括（季遊月聰子負責漫畫作畫。2006年登載，共3回。後來收錄於《秋田禎信BOX》），並且經常邀集工作。

## 作品列表
富士見書房
- 在一個火花的雪中（富士見Fantasia文庫，插圖：若菜等＋Ki，1992年） 後來於〈新潮文庫nex〉再版
- 魔術士歐菲流浪之旅 全20冊、無謀篇 全13冊（同上，插圖：草河遊也，1994年－2003年） 後來在〈TO BOOKS〉以新版本和新系列再版收錄
- Angels Howling 全10冊（同上，插圖：椎名優，2000年－2004年）　後來於《秋田禎信BOX》作為後日談收錄
- （同上，經由讀者徵集的原案草稿，作為作家最初寫的一個企劃項目中收錄，插圖：俊悟，2004年）
- （同上，插圖：渡真仁、2005年）　
- （同上，小說《秀逗魔導士》的二次創作，於《秀逗魔導士25週年選集》中收錄，原作：神坂一，2015年）
- （富士見Mystery文庫，插圖：黑星紅白，2001年）
- （與神一合作作品，插圖：新泉留衣、草河遊也、2005年） 後來復刊（2013年）　
- （與神坂一競作企劃的秋田版，插圖：小笠原智史，2013年）

角川書店
- 魔術士歐菲繞道 全2冊（〈角川mini文庫〉，插圖：草河遊也、1997年-1998年） 後來於《秋田禎信BOX》收錄
-  全2冊（〈角川Sneaker文庫〉，插圖：依澄れい，2002年－2004年）
-  全2冊（同上，的續篇，2005年－2006年）　
-  全2冊（同上，插圖：山田外朗，2010年）
- （與SUBARU同名廣告的小說，2018年）

TO BOOKS
-  （插圖：中川巧，2008年）
- 秋田禎信BOX（收錄了「魔術士歐菲」「Angels Howling」的後日談，以及未收錄短篇，單行本全3冊發售。完全限定生產，2009年） 之後一部分作為「歐菲」新系列再版
-  （插圖：田島昭宇，2011年） 文庫（2013年）
- 魔術士歐菲流浪之旅新系列 全10冊、流浪之旅新裝版 全10冊、喋喋不休無謀篇全7冊、篇全2冊（插圖：草河遊也，2011年－2015年）
- 魔術士歐菲 Comicron's Plan（插圖：草河遊也，2019年）
- 魔術士歐菲 Heartia's Choice（插圖：草河遊也，2021年）

講談社
- （2007年） 文庫（2010年）　
- RD 潛腦調查室 Redeemable Dream（電視動畫《RD 潛腦調查室》的小說化作品，原作：士郎正宗、Production I.G.，2008年）
- 自問自答（漫畫《攻殼機動隊》的二次創作，原作：士郎正宗，《攻殼機動隊小說選集》收錄，2017年）
- 魔界偵探冥王星O 荷馬的H（〈講談社NOVELS〉，多數作家競作企劃內之一。越前魔太郎名義，插圖：redjuice，2010年）
-  全5冊（講談社輕小說文庫，插圖：菊池政治，2013年－2015年）

新潮社
- 在一個火花的雪中 新裝版（新潮文庫nex，插圖：遠田志帆，2015年）
- （同上，2016年）

集英社
- 魔術士歐菲 迷宮篇 為什麼會變成這樣子（秋本治漫畫《烏龍派出所》的跨部合作作品，收錄於《VS. 烏龍派出所》に収録，插圖：草河遊也，2016年）
- 血界戰線 Only A Paper Moon（「JUMP j BOOKS」」note官方帳戶，漫畫《血界戰線》的小說化作品，原作、插圖：內藤泰弘，2015年）　
- 血界戰線 GOOD AS GOODMAN（同上，2017年）

其它
-  （文藝春秋，2010年）　
- （MAG Garden NOVELS，漫畫《魔法使的新娘》的二次創作，收錄於《小說 魔法使的新娘 銀糸篇》，2017年）

單行本未收錄
- （角川書店《野性時代》登載，2008年）
- （集英社「JUMP j BOOKS」note官方帳戶，2020年）

小說以外
-  （PC遊戲劇本的撰寫。18禁遊戲《裝甲惡鬼村正》的二次創作，收錄於《裝甲惡鬼村正 邪念篇》。原畫：生肉ATK，原作、發售：Nitro+，2010年）
- （隨筆。角川書店《The Sneaker》全6回登載，插圖：大和田秀樹，2004年）
- （解說。著者：小林惠，角川書店，2000年）
- 新裝版 羅德斯島戰記 3 火龍山的魔龍（上）（解說。著者：水野良，角川書店，2013年）

## 外部連結
- 秋田禎信的X（前Twitter） （日語）